# Émile Félix Fleury
Pour les articles homonymes, voir Fleury.
Émile Félix Fleury, né le 23 décembre 1815 à Paris et mort le 11 décembre 1884 dans la même ville, est un général et diplomate français.

## Biographie
Jeune, il dissipe toute la fortune familiale, s'exile à Londres où il rencontre Persigny et Louis-Napoléon Bonaparte.
Fleury rejoint en 1837 le corps de Spahis en Algérie, où il se distingue. Il est rapidement nommé lieutenant (1840), puis capitaine (1844). De retour en France en juillet 1848 après sa nomination comme chef d'escadrons, il rejoint avec enthousiasme les rangs du parti bonapartiste et la cause de Louis-Napoléon Bonaparte.
En 1851, Fleury prend part à l'expédition en Kabylie. Il est parmi les proches du futur empereur dans les préparatifs et l'exécution du coup d'État du 2 décembre 1851 (il est blessé à la tête dans les événements qui suivent).

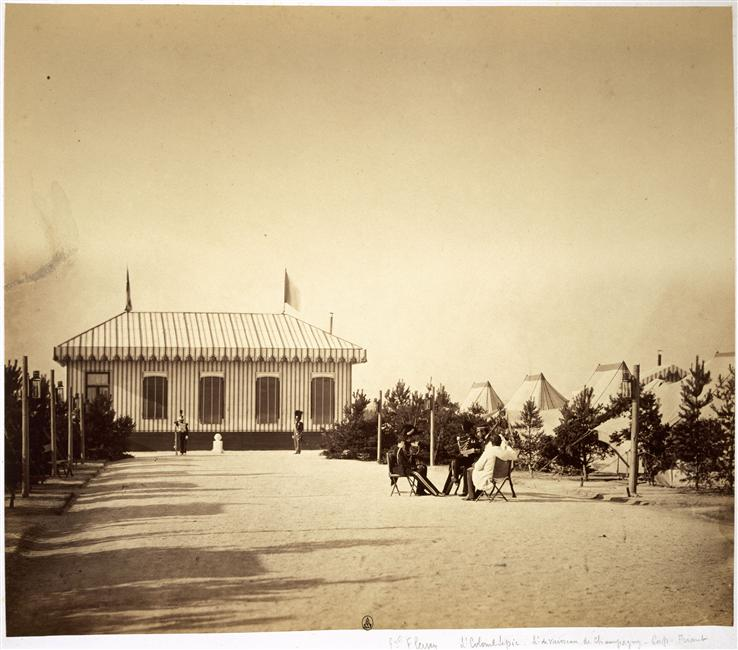
Au camp de Châlons en 1857 par Gustave Le Gray.

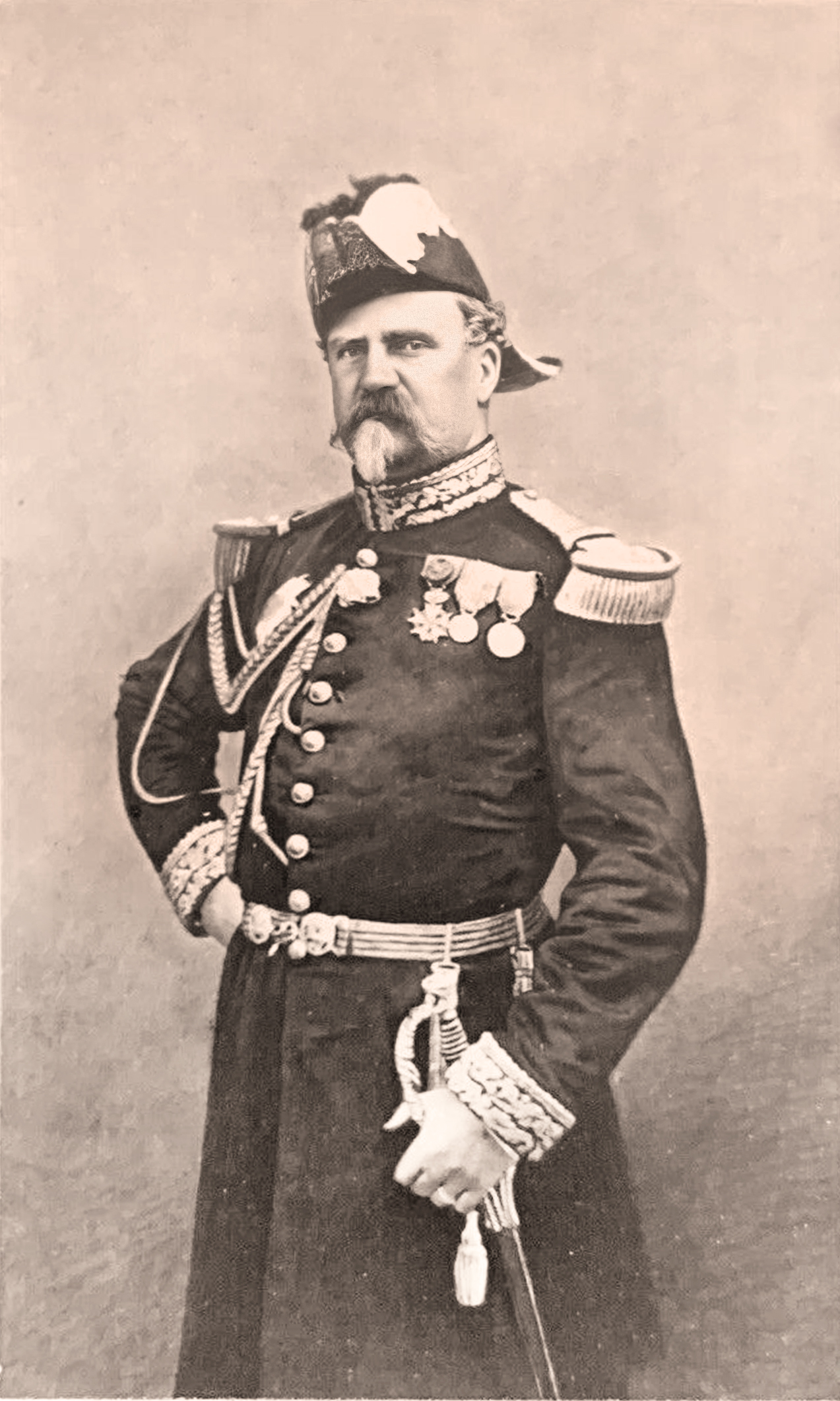
Photographié par Eugène Disdéri Date indéterminée.

Promu colonel au rétablissement de l'Empire, aide de camp de Napoléon III, premier écuyer, général de brigade en 1859,  puis grand écuyer de la Couronne en 1862 puis général de division le 13 août 1863, il est nommé au Sénat par décret impérial en 1865.
Il est chargé de missions diplomatiques, notamment à la Cour du roi d'Italie Victor-Emmanuel II. En 1869, il est nommé ambassadeur à Saint-Pétersbourg.
Dès la défaite française à la guerre franco-allemande de 1870 et la chute de l'Empire, il abandonne ses fonctions et s'exile en Suisse avec sa famille. Il abandonne alors toute fonction publique. Il meurt le 11 décembre 1884 à Paris et est enterré au cimetière du Père-Lachaise (26e division).
Il avait été fait grand officier de la Légion d'honneur le 13 août 1859.

### Famille
Il est le fils de Joseph François Fleury, négociant et de Louise Félicité Esnault-Pelterie. Il épouse Berthe Joséphine Calley de Saint-Paul.
Le général comte Émile Fleury laisse trois fils : Maurice (1856-1921), comte Fleury, chroniqueur mondain au Gaulois (sous les noms de plume de Boisfleury ou de Valfleury), Adrien (1857-1925), colonel et vicomte Fleury, et Émile (1864-1947), baron Fleury.

## Sources
- « Émile Félix Fleury », dans Adolphe Robert et Gaston Cougny, Dictionnaire des parlementaires français, Edgar Bourloton, 1889-1891 [détail de l’édition]
- (en) « Gen Emile Fleury dead », The New York Times, 12 décembre 1884
- F. Choisel, Dictionnaire du Second Empire, Fayard, 1995